# Otog Tiền
Kỳ Otog Tiền (tiếng Mông Cổ: Otgiin Ömnöd khoshuu; tiếng Trung: 鄂托克前旗; bính âm: Ètuōkè Qiánqí, Hán Việt: Nhạc Thác Khắc tiền kỳ) là một kỳ của địa cấp thị Ordos (Kha Nhĩ Khắc Tư), phía tây nam của khu tự trị Nội Mông Cổ, Trung Quốc. Kỳ có ranh giới với Ninh Hạ ở phía tây nam và có ranh giới với Thiểm Tây ở phía đông nam.

### Trấn
- Ngao Lặc Chiêu Kỳ (敖勒召其镇)
- Thượng Hải Miếu (上海庙镇)
- Ngang Tố (昂素镇)
- Thành Xuyên (城川镇)